# Android (robot)

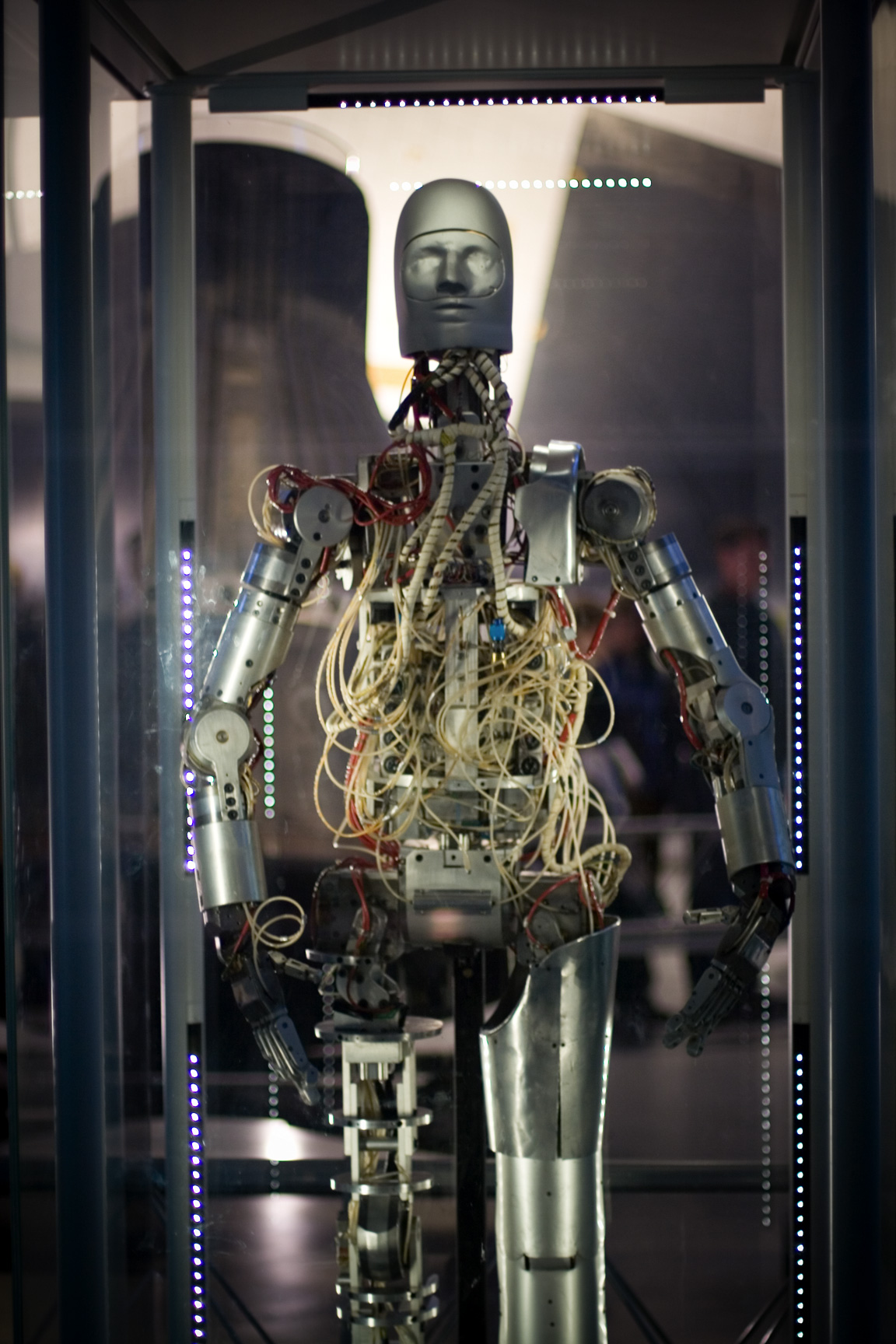
Egy android

Az android olyan robot vagy szintetikus élőlény, ami az ember formáját és viselkedését utánozza. A szó az görög ανδρός szóból, ami az ανήρ anēr (férfi) birtokos esete, továbbá az -eides utótagból („fajból való”, az eidos, faj szóból) származik. A kifejezést először Albertus Magnus használta 1270-ben, népszerűvé azonban a francia író, Villiers tette, 1886-os regényében (L'Ève future,  „A jövendő Éva”), bár maga az „android” szó már 1863-as amerikai szabadalmakban is megjelenik, automata, miniatűr, emberszerű játékokra utalva.

## Nevezetes androidok science fiction művekből
Az androidok napjainkig leginkább csak a sci-fi területén léteznek, bár humanoid robotok ma is vannak.

### T-101
Egy terminátor típus a Terminátor filmekből. Mind a négy filmben megjelenik egy, Arnold Schwarzenegger alakítja őket. A modell egy emberi borítással ellátott T-800-as humanoid harci robot. A gép robusztus, nagy méretű android, amelyet erős hidraulikus szervomotorok mozgatnak. Fizikai ereje messze meghaladja az emberét, és a huszadik századi fegyverek jó részének ellenáll. Gyári beállítások szerint nem rendelkeznek önálló személyiséggel, így könyörtelen gyilkológépekként használhatók. Bár a processzoruk a biológiai neuronok mintájára készül, a Skynet letiltja azt a funkciót, amely sok szabad gondolkodást engedélyezne a robotoknak. A Terminátor 2-ben szereplő átprogramozott példánynak, miután a gyári tiltást feloldották, hamar kialakul a saját személyisége és érzésvilága.
Biológiai része bőrt, hajat, szőrt, kötőszövetet, és bizonyos mennyiségű izmot tartalmaz. Kinézetre egy izmos, nagy termetű férfi, de a biológiai szövetek csak az "izmok" külső alakját adják, a hidraulika takarásához kellenek, a működés szempontjából nincs szerepük. A robot szemét emberi szemgolyó takarja. Van vérkeringés, de sérülés esetén minimális a vérzés, erre a filmekből nem kapunk magyarázatot. Ugyancsak nem kapunk magyarázatot a biológiai elemek fenntartására. Elképzelhető, bár a filmekben egyik példányt sem látjuk enni, hogy részleges emésztőrendszer is tartozik hozzájuk (a Terminátor – Sarah Connor krónikái sorozatban szereplő Cameron Phillips kiborg több alkalommal is táplálkozik). A bőr idegrendszere össze van kapcsolva a gépi részekkel, ezért képesek a bőrükkel is érzékelni. A Terminátor 2-ben szereplő 101-es maga mondja el, hogy érzékeli a sérüléseit, emellett olyan finom műveleteket is el tud végezni a kezével, amelyek mindenképpen tapintást igényelnek. A borítást klónozással növesztik a robotokra.
A T-1000, T-X és hasonló modellek nem kiborgok, kizárólag gépi elemeik vannak.

### Cameron Phillips

Cameron Phillips

A Terminátor – Sarah Connor krónikái sorozatban szerepel. Szérián kívüli, egyedi kiborg. A gépi alap egy módosított T-800-as modell: az alapfelépítés azonos, de kisebb méretben, és vékonyabb végtagokkal, kifejezetten egy Allison Young nevű fiatal lány testalkatához igazítva, akiről a borítását is másolták. Szövetei, azon kívül, hogy a 101-esekéhez hasonlóan csekély mértékben véreznek, abban is eltérnek az emberétől, hogy igen gyorsan, és pontosan regenerálódnak: még a mély, vagy szakadt sebek is, emberi gyógyuláshoz képest jóval rövidebb idő alatt, és látható hegesedés nélkül képesek begyógyulni. Rendelkezik saját személyiséggel. Ő biztosan rendelkezik emésztőrendszerrel, mert több alkalommal is eszik a sorozatban. A terminátorok a látott kép előtt állapotjelzőket, kiírt adatokat, és segédgrafikát érzékelnek, amelyet a programjuk jelenít meg. Cameronnak ezek a grafikái különböznek a 101-esekétől, valamint tőlük eltérően a filmben nem vörös szűrőn keresztül mutatják, amit a szereplő lát, hanem normál színekkel, ami arra utal, hogy a 101-esek nem érzékelik a színeket, míg Cameron igen.

## Fordítás
- Ez a szócikk részben vagy egészben az Android című angol Wikipédia-szócikk fordításán alapul.  Az eredeti cikk szerkesztőit annak laptörténete sorolja fel. Ez a jelzés csupán a megfogalmazás eredetét és a szerzői jogokat jelzi, nem szolgál a cikkben szereplő információk forrásmegjelöléseként.